# Cerkiew Zwiastowania w Rydze

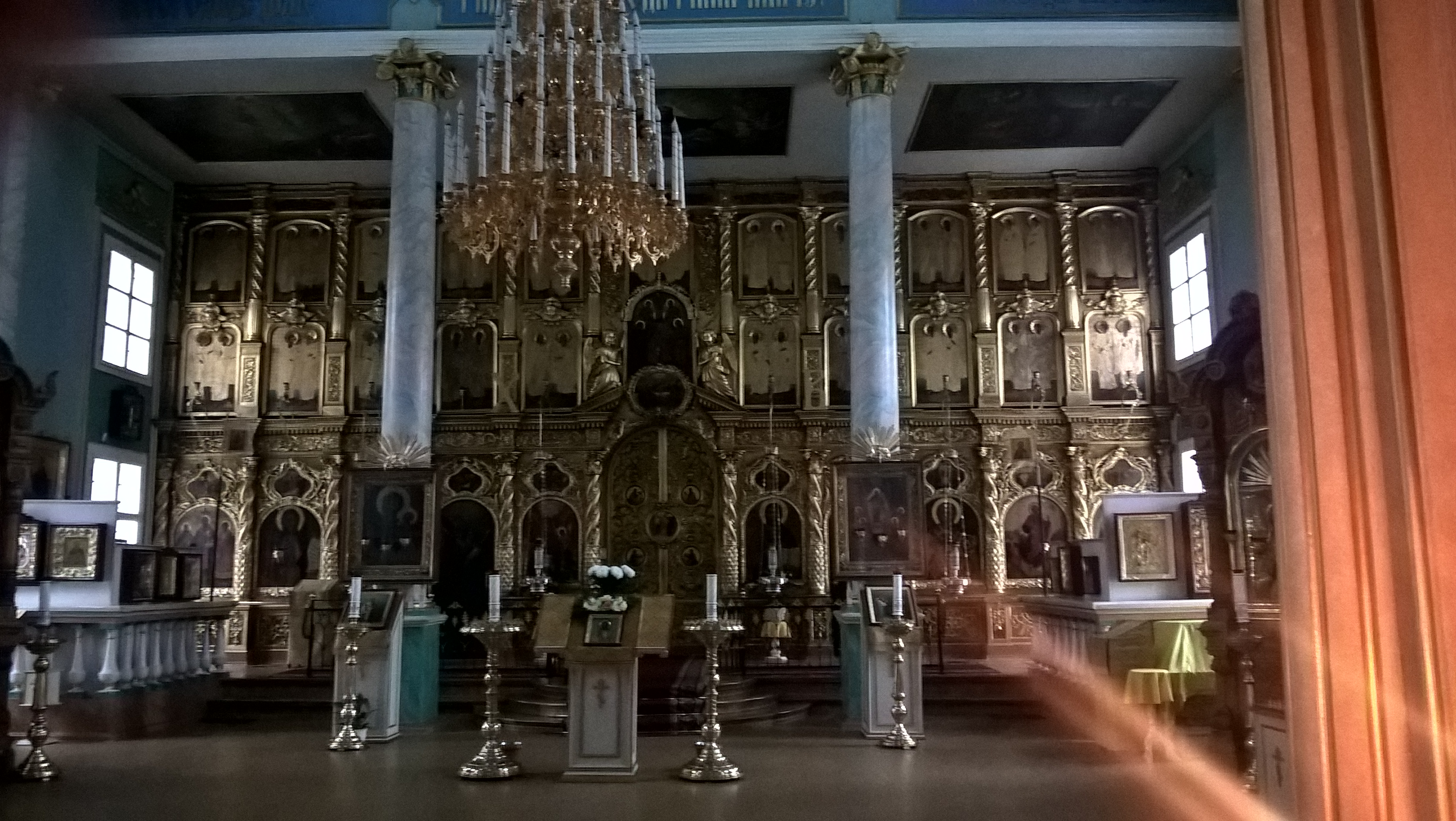
Ikonostas

Cerkiew Zwiastowania – prawosławna cerkiew parafialna w Rydze, w dekanacie ryskim eparchii ryskiej Łotewskiego Kościoła Prawosławnego. Usytuowana jest na Moskiewskim Przedmieściu Rygi, u zbiegu dawnych ulic Turgieniewa i Gogola.

## Historia
Pierwsza cerkiew na miejscu obecnej świątyni Zwiastowania pochodziła z 1715 i była fundacją rosyjskich kupców zamieszkujących otaczające ją Moskiewskie Przedmieście; była to zarazem najstarsza cerkiew w tej dzielnicy Rygi i pierwsza parafialna świątynia prawosławna w mieście. W 1774 na jej miejscu zbudowano nową cerkiew pod tym samym wezwaniem. Świątynia ta uległa zniszczeniu w 1812, gdy przedmieście spalono przed wejściem wojsk Napoleona. W latach 1814–1818 według projektu Theodora Gottfrieda Schulza na miejscu obiektu zbudowano trzecią z kolei cerkiew Zwiastowania, w architekturze powtarzającą rozplanowanie poprzedniczki. Budynek poświęcił 14 maja 1818 arcybiskup pskowski i liflandzki Eugeniusz.
Cerkiew jest nieprzerwanie czynna od momentu konsekracji.

## Architektura
Budowla reprezentuje styl klasycystyczny-empire, została wzniesiona na planie imitującym łódź. Posiada jedną kopułę usadowioną na ośmiobocznym bębnie wspartym na ośmiu filarach.
W cerkwi znajdują się trzy ikonostasy. Główny jest trzyrzędowy i oddziela nawę świątyni od głównego pomieszczenia ołtarzowego, w którym znajduje się ołtarz pod wezwaniem Zwiastowania. W obszernym przedsionku obiektu urządzono dwa boczne ołtarze św. Sergiusza z Radoneża (lewy) i św. Mikołaja (prawy), każdy z odrębnym ikonostasem. Ikonostas w głównej nawie obiektu jest znacznie młodszy od samej cerkwi, powstał bowiem w 1853 z błogosławieństwa arcybiskupa ryskiego i mitawskiego Platona. 
Szczególnym przedmiotem kultu w cerkwi jest ikona św. Mikołaja, która pierwotnie znajdowała się w kaplicy św. Aleksandra Newskiego zbudowanej w XIX w. przed budynkiem ryskiego dworca kolejowego i w 1926 rozebranej jako symbol rusyfikacji ziem nadbałtyckich.